# Leinebrücke bei Grasdorf
Die Leinebrücke bei Grasdorf, oder auch Leinebrücke am Reinekamp, ist eine denkmalgeschützte Brücke über die Leine bei Grasdorf, einem Ortsteil von Laatzen in der Region Hannover in Niedersachsen. 
Wegen ihrer Bauweise gilt die Dreibogenbrücke als deutschlandweit einzigartig.

## Geschichte

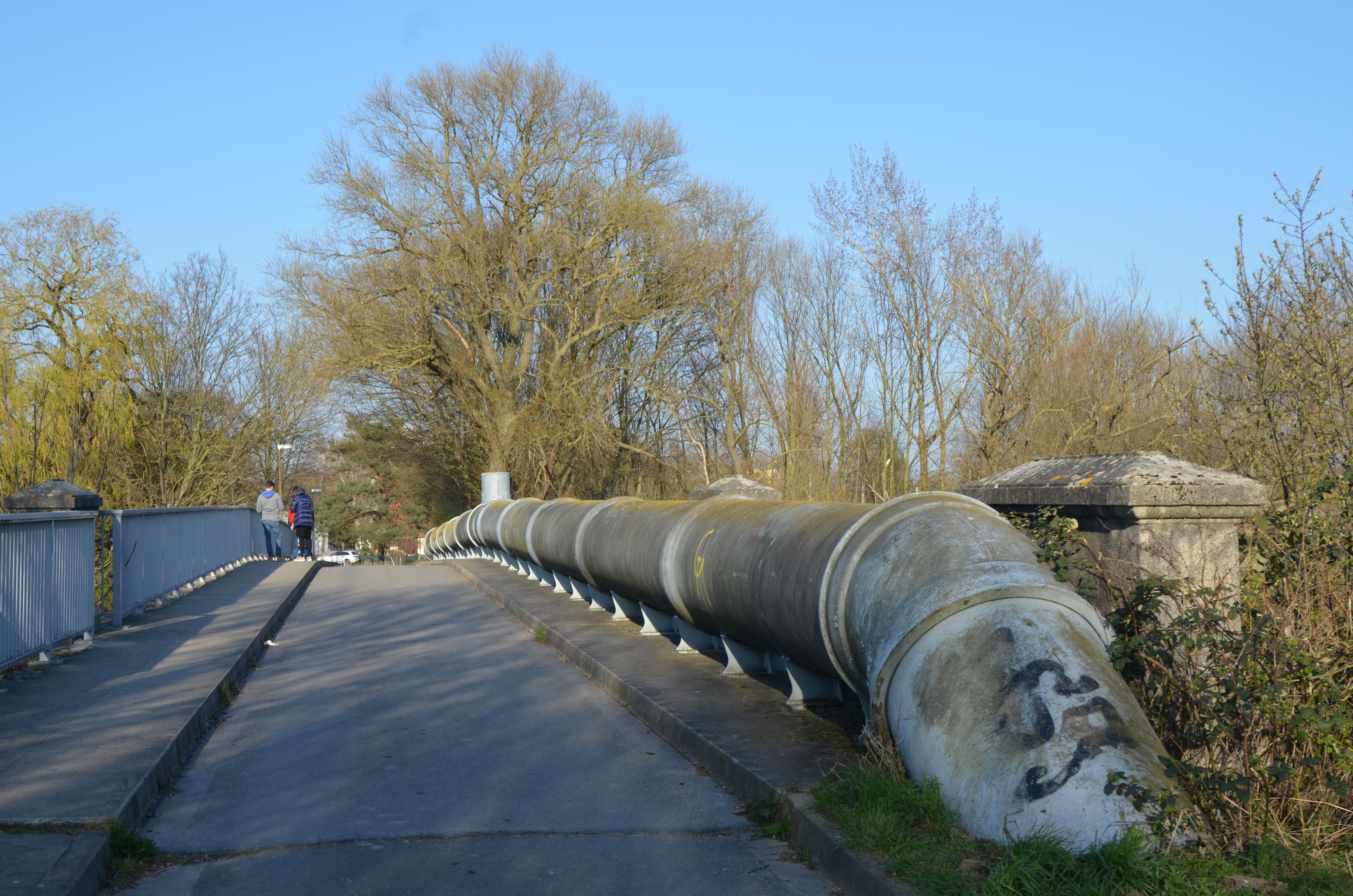
Auf der Brücke

Gegen Ende des 19. Jahrhunderts errichtete die Stadt Hannover das Grundwasserwerk Grasdorf. Seit 1887 waren Äcker und Wiesen angekauft worden. Der Standort lag etwa 8,5 km südsüdostlich des hannoverschen Stadtzentrums im am dieser Stelle etwa 2,2 km breiten Überschwemmungsgebiet zwischen der Leine und der Alten Leine. Die vorgesehene Baustelle war vom unmittelbar am Rand des Leinetals gelegenen Dorf Grasdorf aus über Erdwege und eine alte hölzerne Jochbrücke über die Leine erschlossen.
Da die Strecke als Zufahrt zum Wasserwerk wegen mangelnder Hochwassersicherheit und des schadhaften Zustands der Holzbrücke ungeeignet war, wurde der Bau eines gut 500 m langen Straßendamms und einer neuen Brücke beschlossen.
Aus Kostengründen wurde kein Straßenanschluss direkt bis zur Hildesheimer Straße, sondern die kürzere Strecke durch den Ort Grasdorf geplant.

## Bau

### Straßendamm
Als Erschließungsstraße wurde ein insgesamt 537 m langer Straßendamm geplant, der heutige Reinekamp.
Er sollte nicht zur die Zufahrt zum Wasserwerk, sondern auch zu den landwirtschaftlich genutzten Flächen im Wassergewinnungsgebiet ermöglichen.
Um die Leine bei Hochwasser nicht zu sehr aufzustauen, wurden außer der Leinebrücke zwei Flutbrücken eingeplant. Die Straße erhielt eine Breite von 4,8 m, und beiderseits erhöhte Gehwege von 0,9 m Breite. Als Straßenbelag nutzte man gebrauchte Pflastersteine aus der Stadt Hannover.
Um schnell eine Zufahrt zum Wasserwerk zu haben, wurde zunächst flussabwärts der geplanten Leinebrücke für 4.350 Mark, heute kaufkraftbereinigt etwa 36.700 €, eine provisorische hölzerne Jochbrücke errichtet, die nach der Fertigstellung der Betonbrücke wieder abgebaut wurde.

### Grundwasserwerk Grasdorf
Das Grundwasserwerk Grasdorf ging am 26. September 1899 in Betrieb. Es ist mittlerweile eines der ältesten in Niedersachsen. Das Grundwasser im Leinetal wird durch das Flusswasser aufgefüllt. Dies ermöglicht große Fördermengen. Im Jahr 1957 lieferte das Grasdorfer Werk zwölf Millionen Kubikmeter. Heute wären bis zu 4,3 Millionen möglich.
Das Werk fördert noch etwa 5 Prozent des hannoverschen Trinkwassers. Aus 16 Brunnen wird Wasser aus etwa 8 m Tiefe gepumpt. Das Wasser wird im Grundwasserwerk gefiltert, enthaltene Eisen- und Manganverbindungen werden entfernt und es wird durch UV-Licht desinfiziert. Es wird mit von den Harzwasserwerken geliefertem Trinkwasser gemischt. Danach wird es durch die über die Leinebrücke führende Rohrleitung nach Hannover gepumpt.

### Leinebrücke

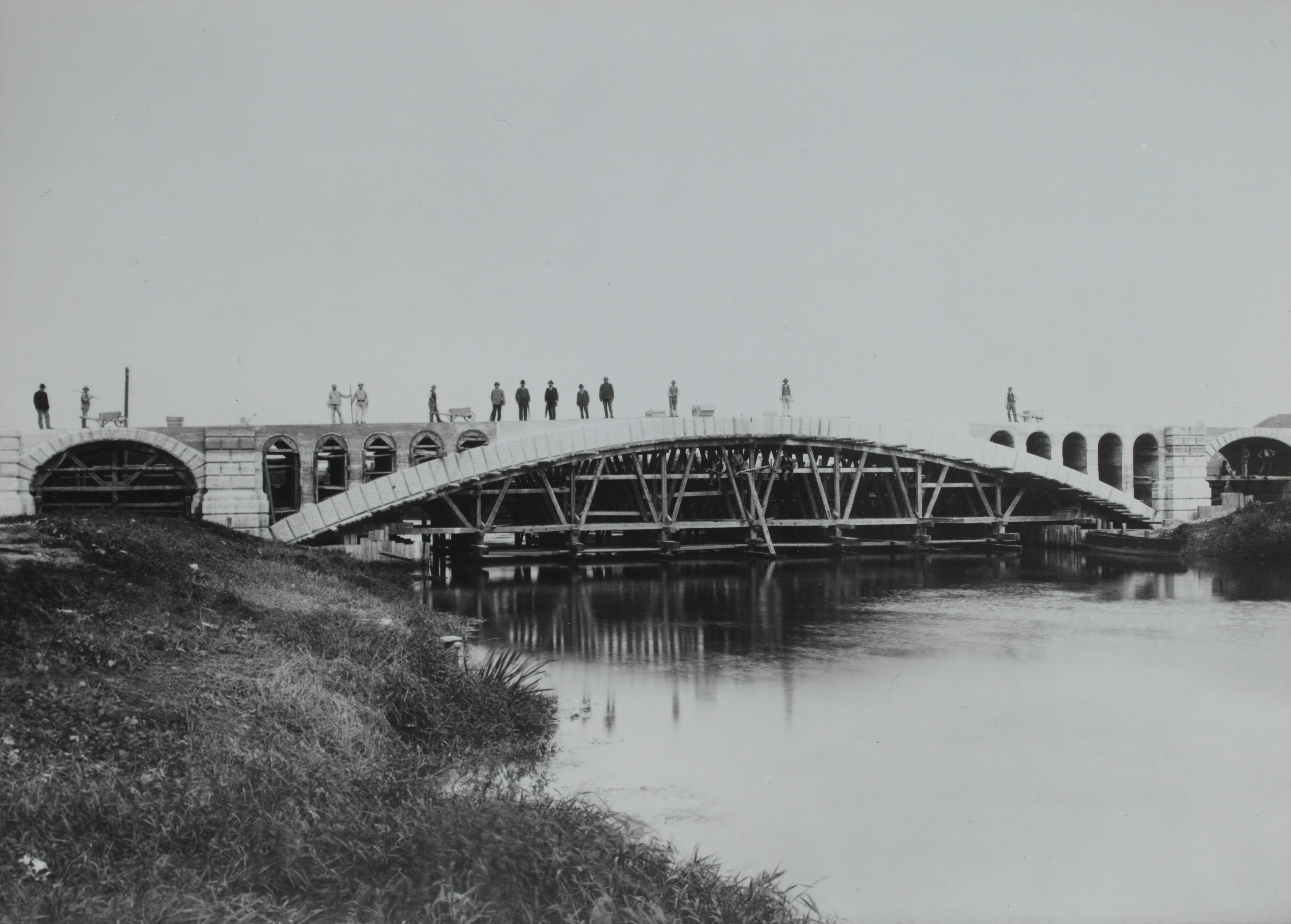
Baustelle der Leinebrücke mit Lehrgerüst

Den Bauauftrag für die Brücke erhielt Anfang August 1899 die Firma Liebold & Co. aus Holzminden. Der vereinbarte Festpreis betrug 91.700 Mark, heute kaufkraftbereinigt etwa 773.000 €.
Die Arbeiten begannen am 8. August 1899.
Nachdem die beiden Baugruben bis zum Grundwasser gegraben waren, wurden durch zwei Dampframmen Spundwände in den grobkiesigen Untergrund getrieben.
Eine Lokomobile trieb eine Kreiselpumpe zum Trockenlegen und -halten der Baugruben.
Die aus Stampfbeton gefertigten Widerlager der Brücke wurden auf den kiesigen Boden gegründet.
Das Widerlager am rechten Leineufer war am 8. Dezember fertig. 
Wegen heftigem Frost und Hochwasser wurden die Arbeiten bis Ende März 1900 unterbrochen. Danach stellte man das linke Widerlager fertig und baute danach die  Kämpfergelenke ein.
Die aus Granit gefertigten Gelenksteine der Dreigelenkbrücke wurden feritig bearbeitet aus einem Steinbruch bei Deggendorf im Bayerischen Wald geliefert. Dieses Baumaterial hatte sich bereits bei einer ebenfalls von der Firma Liebold gebauten Brücke über die Eyach bei Bad Imnau bewährt.
Um die Beweglichkeit des Widerlagers bei Temperaturschwankungen zu ermöglichen, wurden alte Eisenbahnschienen als Gleitlager eingebaut.
Das hölzerne Lehrgerüst des Brückengewölbes stand auf Sandtöpfen.
In der Schalung angebrachte Holzleisten sollten den Seitenflächen eine Quaderstruktur geben. In den Randbereichen wurde statt Beton ein spezieller Farbmörtel verarbeitet, um das Aussehen von Granit zu imitieren.
Das Betonieren des Brückenbogens begann am 4. Juli.
Zwischen dem Hauptbogen der Brücke und der Fahrbahn sind auf jeder Seite vier Entlastungsöffnungen eingebaut.
Am 12. September wurde das Lehrgerüst durch das Öffnen der Sandtöpfe abgesenkt. Danach wurden die in der Fabrik des Bauunternehmens in Holzminden aus Stampfbeton gefertigten Gesimsplatten und Brüstungspfeiler eingebaut und der Fahrbahnbelag aus Asphaltplatten hergestellt.
An jeder Seite der Hauptbrücke schließt eine Korbbogenbrücke mit einer Spannweite von sechs Metern an.
Die Oberflächen der Brückenseiten und der Pylone aus geformten und bossierten Beton erwecken den Eindruck einer Natursteinverkleidung.
Die Brücke erhielt auf ihrer Südseite ein aus Gusseisenstützen und Rohren nach dem Vorbild der Berliner Stadtbahn gefertigtes provisorisches Geländer.
Auf der Nordseite der Brücke wurde eine Druckrohrleitung mit einer lichten Weite von 70 cm verlegt. Sie stützt sich auf einen Meter breite Betonmauern. Durch diese Bauweise konnten alle Muffen der Leitung frei zugänglich gemacht werden. Auf eine Temperaturisolierung der Leitung wurde verzichtet, da das immer etwa 8 Grad warme Wasser nur wenige Minuten zum Durchströmen des oberirdischen Rohrabschnitts benötigt. Im Fall einer Stilllegung kann der Leitungsabschnitt durch Absperrschieber getrennt und das Wasser in die Leine abgelassen werden.

### Flutbrücken
Auf jeder Seite der Leine war in der ursprünglichen Planung des Straßendamms eine Flutbrücke vorgesehen.
Die westliche Flutbrücke wurde um 1900 direkt beim Wasserwerk gebaut. Es ist eine 26,85 m lange Zweibogenbrücke mit Mittelpfeiler. Die an den Seitenflächen mit Sandsteinplatten verkleidete Brücke hat zwei Öffnungen von je 12 m Weite.
Die im Plan vorgesehene östliche Flutbrücke wurde nicht gebaut. Stattdessen begnügte man sich mit einem in den Straßendamm eingebauten Durchlassrohr von 60 cm Durchmesser und einen Absperrschieber.

## Zustand

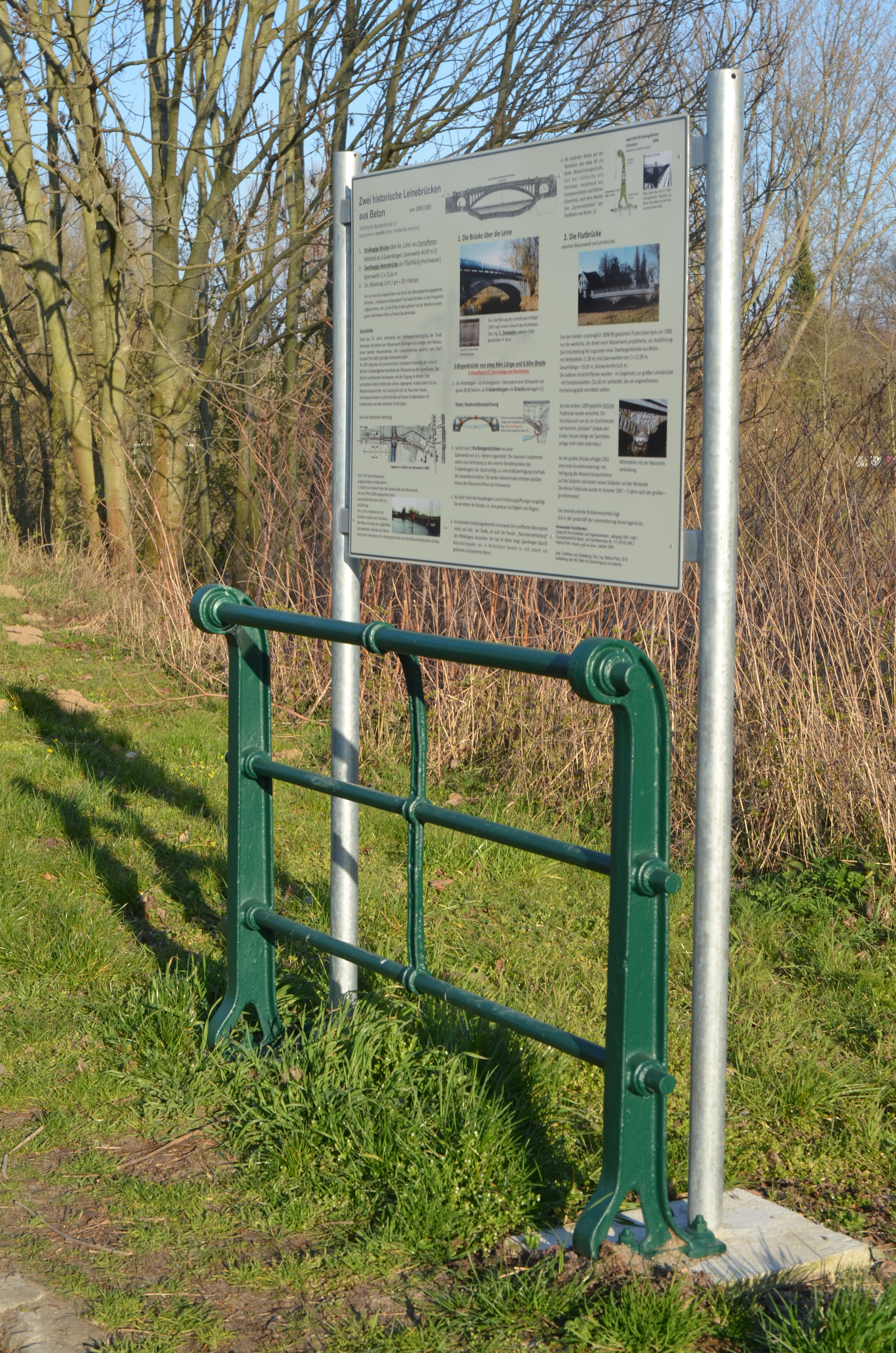
Infotafel und ein Stück des alten Geländers der Flutbrücke

Die Brücke wurde im Jahr 1993 vollständig restauriert.
Dabei wurde das Wasserrohr auf die Südseite verlegt und ein neues Geländer an der Nordseite gebaut.
Die Grundrenovierung der anschließenden Flutbrücke erfolgte im Sommer 1997 oder 2007.
Im August 2019 wurde bei der Brücke eine Informationstafel aufgestellt.

## Besonderheit
Die Dreibogenbrücke gilt wegen ihrer Bauweise aus Beton ohne Stahleinlage als deutschlandweit einzigartig. Eine Veröffentlichung aus dem Jahr 2015 nennt über 50 Brücken aus Stampfbeton in Deutschland. Die Grasdorfer Brücke ist die letzte erhaltene Betonbrücke ohne Eisen- oder Stahleinlage in Deutschland. Es gibt jedoch noch eine ähnliche Brücke in der Nähe von Zürich.
Fast das gesamte 200 Hektar große Wassergewinnungsgebiet liegt im Naturschutzgebiet Leineaue zwischen Hannover und Ruthe. Es ist Heimat zahlreicher Tier- und Pflanzenarten.

## Denkmalschutz
„An der Erhaltung der Brücke Reinekamp besteht aufgrund ihrer geschichtlichen und städtebaulichen Bedeutung ein öffentlichen Interesse.“